# Dreikampf-Weltmeisterschaft für Nationalmannschaften 1990

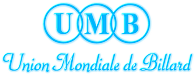
Logo UMB (ausrichtender Verband)

Die Dreikampf-Weltmeisterschaft für Nationalmannschaften 1990 war das zweite Mannschaftsturnier im Dreikampf. Das Turnier fand vom 8. bis zum 11. Februar 1990 in Essen statt.

## Geschichte
Ein großer Erfolg war die Dreikampf-Weltmeisterschaft für Nationalmannschaften 1990 (World-Team-Championship (WTC)). Erstmals wurde mit der WTC auch eine internationale Billardmesse in der Grugahalle in Essen eingebunden. Mit über 10.000 Zuschauern und großem Medieninteresse war die Veranstaltung eine großartige Werbung für den Billardsport. Stundenlange Liveübertragungen im Fernsehen und Rundfunk waren für den Erfolg mitverantwortlich. Neuer Weltmeister wurde das Team aus Belgien. Im Finale besiegten die Belgier die Niederlande mit 6:0. An den Niederlanden war das deutsche Team im Halbfinale mit 2:4 gescheitert. Platz drei sicherte sich Österreich durch einen 4:2-Erfolg gegen Deutschland.

## Gemeldete Mannschaften
| Disziplin  | Ägypten      | Argentinien     | Belgien          |
| ---------- | ------------ | --------------- | ---------------- |
| Einband    | Mohsen Fouda | Jorge Montero   | Ludo Dielis      |
| Cadre 71/2 | Zein Abdou   | Osvaldo Berardi | Frédéric Caudron |
| Dreiband   | Mohamed Diab | José Arguello   | Paul Stroobants  |

| Disziplin  | Dänemark           | Deutschland A      | Deutschland B    |
| ---------- | ------------------ | ------------------ | ---------------- |
| Einband    | Karsten Lieberkind | Thomas Wildförster | Fabian Blondeel  |
| Cadre 71/2 | Dan Nielsen        | Wolfgang Zenkner   | Volker Baten     |
| Dreiband   | Peter Thögersen    | Dieter Müller      | Hans-Jürgen Kühl |

| Disziplin  | Frankreich      | Griechenland    | Japan           |
| ---------- | --------------- | --------------- | --------------- |
| Einband    | Egidio Vierat   | Sakis Tsokandas | Tadashi Machida |
| Cadre 71/2 | Brahim Djoubri  | Nikos Tremoulis | Osamu Sano      |
| Dreiband   | Robert Weingart | George Sakkas   | Joshi Kai       |

| Disziplin  | Niederlande     | Österreich      | Schweiz           |
| ---------- | --------------- | --------------- | ----------------- |
| Einband    | Dick Jaspers    | Franz Stenzel   | Armin Grimm       |
| Cadre 71/2 | Piet Adrichem   | Stephan Horvath | Sotiris Psiskonis |
| Dreiband   | Rini van Bracht | Christoph Pilss | Jan Niederlander  |

## Turniermodus
Es wurde mit drei Mannschaften pro Gruppe im Round-Robin-System gespielt. Die Gruppensieger zogen ins Halbfinale ein.

Die Spieldistanzen:
Einband: 100 Punkte.
Cadre 71/2: 200 Punkte
Dreiband: Gruppenspiele: 2 GS bis 15 Punkte. Ab Halbfinale: 3 GS bis 15 Punkte.
Bei einem Unentschieden (Einband, Cadre 71/2) wurde eine Verlängerung bis 10 % der Partiedistanz gespielt.
Die Wertung für die Endtabelle:
1. MP = Matchpunkte
2. PP = Partiepunkte
3. VMGD = Verhältnismäßiger Mannschafts Generaldurchschnitt

## Spiele

### Gruppe A
| Disziplin           | Name                | MP  | PP       | Pkt. | Aufn. | GD    | BED   | HS |
| ------------------- | ------------------- | --- | -------- | ---- | ----- | ----- | ----- | -- |
| (58,08) vs. (32,23) | (58,08) vs. (32,23) | 2:0 | 4:2      |      |       |       |       |    |
| Einband             | Jorge Montero       | –   | 2:0      | 100  | 36    | 2,77  | 2,77  | 10 |
| Einband             | Osamu Sano          | –   | 0:2      | 92   | 36    | 2,55  | –     | 22 |
| Cadre 71/2          | Osvaldo Berardi     | –   | 0:2      | 194  | 21    | 9,23  | –     | 44 |
| Cadre 71/2          | Tadashi Machida     | –   | 2:0      | 200  | 21    | 9,52  | 9,52  | 40 |
| Dreiband            | José Arguello       | –   | 2:0(2:1) | 41   | 39    | 1,051 | 1,051 | 6  |
| Dreiband            | Joshi Kai           | –   | 0:2(1:2) | 32   | 39    | 0,820 | –     | 4  |

| Disziplin           | Name                | MP  | PP       | Pkt. | Aufn. | GD    | BED   | HS |
| ------------------- | ------------------- | --- | -------- | ---- | ----- | ----- | ----- | -- |
| (82,82) vs. (86,55) | (82,82) vs. (86,55) | 2:0 | 4:2      |      |       |       |       |    |
| Einband             | Franz Stenzel       | –   | 2:0      | 100  | 12    | 8,33  | 8,33  | 43 |
| Einband             | Osamu Sano          | –   | 0:2      | 22   | 12    | 1,83  | –     | 6  |
| Cadre 71/2          | Stephan Horvath     | –   | 2:0      | 200  | 9     | 22,22 | 22,22 | 92 |
| Cadre 71/2          | Tadashi Machida     | –   | 0:2      | 151  | 9     | 16,77 | –     | 47 |
| Dreiband            | Christoph Pilss     | –   | 0:2(0:2) | 19   | 23    | 0,826 | –     | 4  |
| Dreiband            | Joshi Kai           | –   | 2:0(2:0) | 30   | 24    | 1,250 | 1,250 | 4  |

| Disziplin            | Name                 | MP  | PP       | Pkt. | Aufn. | GD    | BED   | HS |
| -------------------- | -------------------- | --- | -------- | ---- | ----- | ----- | ----- | -- |
| (104,60) vs. (33,50) | (104,60) vs. (33,50) | 2:0 | 4:2      |      |       |       |       |    |
| Einband              | Franz Stenzel        | –   | 0:2      | 87   | 23    | 3,78  | –     | 18 |
| Einband              | Jorge Montero        | –   | 2:0      | 100  | 23    | 4,34  | 4,34  | 18 |
| Cadre 71/2           | Stephan Horvath      | –   | 2:0      | 200  | 5     | 40,00 | 40,00 | 85 |
| Cadre 71/2           | Osvaldo Berardi      | –   | 0:2      | 57   | 5     | 11,40 | –     | 47 |
| Dreiband             | Christoph Pilss      | –   | 2:0(2:0) | 30   | 27    | 1,111 | 1,111 | 3  |
| Dreiband             | José Arguello        | –   | 0:2(0:2) | 16   | 26    | 0,615 | –     | 3  |

| Platz | Land        | MP  | PP  | VMGD  | BVMGD |
| ----- | ----------- | --- | --- | ----- | ----- |
| 1     | Österreich  | 4:0 | 8:4 | 85,80 | –     |
| 2     | Argentinien | 2:2 | 6:6 | 43,21 | –     |
| 3     | Japan       | 0:4 | 4:8 | 51,54 | –     |

### Gruppe B
| Disziplin           | Name                | MP  | PP       | Pkt. | Aufn. | GD    | BED   | HS |
| ------------------- | ------------------- | --- | -------- | ---- | ----- | ----- | ----- | -- |
| (81,40) vs. (63,77) | (81,40) vs. (63,77) | 2:0 | 4:2      |      |       |       |       |    |
| Einband             | Egidio Vierat       | –   | 2:0      | 100  | 20    | 5,00  | 5,00  | 21 |
| Einband             | Karsten Lieberkind  | –   | 0:2      | 50   | 20    | 2,50  | –     | 11 |
| Cadre 71/2          | Brahim Djoubri      | –   | 2:0      | 200  | 4     | 50,00 | 50,00 | 74 |
| Cadre 71/2          | Dan Nielsen         | –   | 0:2      | 66   | 4     | 16,50 | –     | 40 |
| Dreiband            | Robert Weingart     | –   | 0:2(0:2) | 20   | 28    | 0,714 | –     | 2  |
| Dreiband            | Peter Thögersen     | –   | 2:0(2:0) | 30   | 29    | 1,034 | 1,034 | 5  |

| Disziplin            | Name                 | MP  | PP       | Pkt. | Aufn. | GD    | BED   | HS |
| -------------------- | -------------------- | --- | -------- | ---- | ----- | ----- | ----- | -- |
| (105,64) vs. (52,53) | (105,64) vs. (52,53) | 2:0 | 6:0      |      |       |       |       |    |
| Einband              | Ludo Dielis          | –   | 2:0      | 100  | 14    | 7,14  | 7,14  | 31 |
| Einband              | Karsten Lieberkind   | –   | 0:2      | 91   | 14    | 6,50  | –     | 25 |
| Cadre 71/2           | Frédéric Caudron     | –   | 2:0      | 200  | 5     | 40,00 | 40,00 | 81 |
| Cadre 71/2           | Dan Nielsen          | –   | 0:2      | 49   | 5     | 9,80  | –     | 29 |
| Dreiband             | Paul Stroobants      | –   | 2:0(2:1) | 32   | 30    | 0,969 | 0,969 | 5  |
| Dreiband             | Peter Thögersen      | –   | 0:2(1:2) | 26   | 32    | 0,812 | –     | 6  |

| Disziplin            | Name                 | MP  | PP       | Pkt. | Aufn. | GD    | BED   | HS  |
| -------------------- | -------------------- | --- | -------- | ---- | ----- | ----- | ----- | --- |
| (117,99) vs. (81,12) | (117,99) vs. (81,12) | 2:0 | 4:2      |      |       |       |       |     |
| Einband              | Ludo Dielis          | –   | 2:0      | 100  | 17    | 5,88  | 5,88  | 16  |
| Einband              | Egidio Vierat        | –   | 0:2      | 83   | 17    | 4,88  | –     | 28  |
| Cadre 71/2           | Frédéric Caudron     | –   | 2:0      | 200  | 3     | 66,66 | 66,66 | 154 |
| Cadre 71/2           | Brahim Djoubri       | –   | 0:2      | 24   | 3     | 8,00  | –     | 15  |
| Dreiband             | Paul Stroobants      | –   | 0:2(0:2) | 21   | 25    | 0,840 | –     | 7   |
| Dreiband             | Robert Weingart      | –   | 2:0(2:0) | 30   | 28    | 1,071 | 1,071 | 3   |

| Platz | Land       | MP  | PP   | VMGD   | BVMGD  |
| ----- | ---------- | --- | ---- | ------ | ------ |
| 1     | Belgien    | 4:0 | 10:2 | 105,77 | 117,99 |
| 2     | Frankreich | 2:2 | 6:6  | 81,06  | –      |
| 3     | Dänemark   | 0:4 | 2:10 | 55,85  | –      |

### Gruppe C
| Disziplin              | Name                   | MP  | PP       | Pkt. | Aufn. | GD    | BED   | HS |
| ---------------------- | ---------------------- | --- | -------- | ---- | ----- | ----- | ----- | -- |
| (160,98) B vs. (27,37) | (160,98) B vs. (27,37) | 2:0 | 6:0      |      |       |       |       |    |
| Einband                | Fabian Blondeel        | –   | 2:0      | 100  | 18    | 5,55  | 5,55  | 27 |
| Einband                | Mohsen Fouda           | –   | 0:2      | 69   | 18    | 3,83  | –     | 15 |
| Cadre 71/2             | Volker Baten           | –   | 2:0      | 200  | 13    | 15,38 | 15,38 | 63 |
| Cadre 71/2             | Zein Abdou             | –   | 0:2      | 163  | 13    | 12,53 | –     | 38 |
| Dreiband               | Hans-Jürgen Kühl       | –   | 2:0(2:0) | 30   | 18    | 1,666 | 1,666 | 4  |
| Dreiband               | Mohamed Diab           | –   | 0:2(0:2) | 5    | 17    | 0,294 | –     | 3  |

| Disziplin            | Name                 | MP  | PP       | Pkt. | Aufn. | GD    | BED   | HS |
| -------------------- | -------------------- | --- | -------- | ---- | ----- | ----- | ----- | -- |
| (104,99) vs. (24,91) | (104,99) vs. (24,91) | 2:0 | 6:0      |      |       |       |       |    |
| Einband              | Dick Jaspers         | –   | 2:0      | 100  | 17    | 5,88  | 5,88  | 26 |
| Einband              | Mohsen Fouda         | –   | 0:2      | 81   | 17    | 4,76  | –     | 24 |
| Cadre 71/2           | Piet Adrichem        | –   | 2:0      | 200  | 8     | 25,00 | 25,00 | 98 |
| Cadre 71/2           | Zein Abdou           | –   | 0:2      | 35   | 8     | 4,37  | –     | 22 |
| Dreiband             | Rini van Bracht      | –   | 2:0(2:0) | 30   | 26    | 1,153 | 1,153 | 5  |
| Dreiband             | Mohamed Diab         | –   | 0:2(0:2) | 9    | 25    | 0,361 | –     | 1  |

| Disziplin             | Name                  | MP  | PP       | Pkt. | Aufn. | GD    | BED   | HS |
| --------------------- | --------------------- | --- | -------- | ---- | ----- | ----- | ----- | -- |
| (79,02) vs. B (82,13) | (79,02) vs. B (82,13) | 2:0 | 4:2      |      |       |       |       |    |
| Einband               | Dick Jaspers          | –   | 2:0      | 100  | 12    | 8,33  | 8,33  | 33 |
| Einband               | Fabian Blondeel       | –   | 0:2      | 49   | 12    | 4,08  | –     | 33 |
| Cadre 71/2            | Piet Adrichem         | –   | 2:0      | 200  | 8     | 25,00 | 25,00 | 83 |
| Cadre 71/2            | Volker Baten          | –   | 0:2      | 168  | 8     | 21,00 | –     | 74 |
| Dreiband              | Rini van Bracht       | –   | 0:2(0:2) | 20   | 27    | 0,740 | –     | 6  |
| Dreiband              | Hans-Jürgen Kühl      | –   | 2:0(2:0) | 30   | 28    | 1,071 | 1,071 | 3  |

| Platz | Land          | MP  | PP   | VMGD   | BVMGD  |
| ----- | ------------- | --- | ---- | ------ | ------ |
| 1     | Niederlande   | 4:0 | 10:2 | 86,48  | 104,99 |
| 2     | Deutschland B | 2:2 | 8:4  | 112,08 | 160,98 |
| 3     | Ägypten       | 0:4 | 0:12 | 25,79  | –      |

### Gruppe D
| Disziplin           | Name                | MP  | PP       | Pkt. | Aufn. | GD    | BED   | HS |
| ------------------- | ------------------- | --- | -------- | ---- | ----- | ----- | ----- | -- |
| (24,60) vs. (22,94) | (24,60) vs. (22,94) | 2:0 | 4:2      |      |       |       |       |    |
| Einband             | Armin Grimm         | –   | 0:2      | 86   | 30    | 2,86  | –     | 13 |
| Einband             | Sakis Tsokandas     | –   | 2:0      | 100  | 30    | 3,33  | 3,33  | 24 |
| Cadre 71/2          | Sotiris Psiskonis   | –   | 2:0      | 200  | 25    | 8,00  | 8,00  | 35 |
| Cadre 71/2          | Nikos Tremoulis     | –   | 0:2      | 163  | 25    | 6,25  | –     | 29 |
| Dreiband            | Jan Niederlander    | –   | 2:0(2:1) | 38   | 54    | 0,703 | 0,703 | 9  |
| Dreiband            | George Sakkas       | –   | 0:2(1:2) | 32   | 53    | 0,603 | –     | 9  |

| Disziplin              | Name                   | MP  | PP       | Pkt. | Aufn. | GD    | BED   | HS  |
| ---------------------- | ---------------------- | --- | -------- | ---- | ----- | ----- | ----- | --- |
| (125,75) A vs. (61,41) | (125,75) A vs. (61,41) | 2:0 | 6:0      |      |       |       |       |     |
| Einband                | Thomas Wildförster     | –   | 2:0      | 100  | 12    | 8,33  | 8,33  | 57  |
| Einband                | Armin Grimm            | –   | 0:2      | 62   | 12    | 5,16  | –     | 17  |
| Cadre 71/2             | Wolfgang Zenkner       | –   | 2:0      | 200  | 6     | 33,33 | 33,33 | 120 |
| Cadre 71/2             | Sotiris Psiskonis      | –   | 0:2      | 79   | 6     | 13,16 | –     | 74  |
| Dreiband               | Dieter Müller          | –   | 2:0(2:0) | 30   | 27    | 1,111 | 1,111 | 6   |
| Dreiband               | Jan Niederlander       | –   | 0:2(0:2) | 23   | 25    | 0,920 | –     | 4   |

| Disziplin               | Name                    | MP  | PP       | Pkt. | Aufn. | GD    | BED   | HS |
| ----------------------- | ----------------------- | --- | -------- | ---- | ----- | ----- | ----- | -- |
| (144,92) A vs. (103,29) | (144,92) A vs. (103,29) | 2:0 | 4:2      |      |       |       |       |    |
| Einband                 | Thomas Wildförster      | –   | 0:2      | 38   | 10    | 3,80  | –     | 15 |
| Einband                 | Sakis Tsokandas         | –   | 2:0      | 100  | 10    | 10,00 | 10,00 | 40 |
| Cadre 71/2              | Wolfgang Zenkner        | –   | 2:0      | 200  | 3     | 66,66 | 66,66 | 82 |
| Cadre 71/2              | Nikos Tremoulis         | –   | 0:2      | 3    | 3     | 1,00  | –     | 3  |
| Dreiband                | Dieter Müller           | –   | 2:0(2:1) | 34   | 29    | 1,172 | 1,172 | 5  |
| Dreiband                | George Sakkas           | –   | 0:2(1:2) | 30   | 29    | 1,034 | –     | 4  |

| Platz | Land          | MP  | PP   | VMGD      | BVMGD  |
| ----- | ------------- | --- | ---- | --------- | ------ |
| 1     | Deutschland A | 4:0 | 10:2 | 124,05,23 | 125,75 |
| 2     | Schweiz       | 2:2 | 4:8  | 33,68     | –      |
| 3     | Griechenland  | 0:4 | 4:8  | 38,15     | –      |

### Halbfinale
| Disziplin              | Name                   | MP  | PP       | Pkt. | Aufn. | GD    | BED   | HS |
| ---------------------- | ---------------------- | --- | -------- | ---- | ----- | ----- | ----- | -- |
| (93,24) vs. A (104,86) | (93,24) vs. A (104,86) | 2:0 | 4:2      |      |       |       |       |    |
| Einband                | Dick Jaspers           | –   | 2:0      | 100  | 13    | 7,69  | 7,69  | 28 |
| Einband                | Thomas Wildförster     | –   | 0:2      | 94   | 13    | 7,23  | –     | 34 |
| Cadre 71/2             | Piet Adrichem          | –   | 0:2      | 98   | 4     | 24,50 | –     | 40 |
| Cadre 71/2             | Wolfgang Zenkner       | –   | 2:0      | 200  | 4     | 50,00 | 50,00 | 96 |
| Dreiband               | Rini van Bracht        | –   | 2:0(3:2) | 64   | 67    | 0,955 | 0,955 | 6  |
| Dreiband               | Dieter Müller          | –   | 0:2(2:3) | 56   | 66    | 0,848 | –     | 7  |

| Disziplin             | Name                  | MP  | PP       | Pkt. | Aufn. | GD    | BED   | HS  |
| --------------------- | --------------------- | --- | -------- | ---- | ----- | ----- | ----- | --- |
| (149,65) vs. (158,67) | (149,65) vs. (158,67) | 2:0 | 4:2      |      |       |       |       |     |
| Einband               | Ludo Dielis           | –   | 0:2      | 35   | 7     | 5,00  | –     | 16  |
| Einband               | Franz Stenzel         | –   | 2:0      | 100  | 7     | 14,28 | 14,28 | 28  |
| Cadre 71/2            | Frédéric Caudron      | –   | 2:0      | 200  | 3     | 66,66 | 66,66 | 143 |
| Cadre 71/2            | Stephan Horvath       | –   | 0:2      | 136  | 3     | 45,33 | –     | 103 |
| Dreiband              | Paul Stroobants       | –   | 2:0(3:1) | 58   | 50    | 1,160 | 1,160 | 3   |
| Dreiband              | Christoph Pilss       | –   | 0:2(1:3) | 37   | 49    | 0,755 | –     | 5   |

### Finalspiele
| Disziplin               | Name                    | MP  | PP       | Pkt. | Aufn. | GD    | BED   | HS  |
| ----------------------- | ----------------------- | --- | -------- | ---- | ----- | ----- | ----- | --- |
| (267,81) vs. A (131,44) | (267,81) vs. A (131,44) | 2:0 | 4:2      |      |       |       |       |     |
| Einband                 | Franz Stenzel           | –   | 2:0      | 100  | 5     | 20,00 | 20,00 | 51  |
| Einband                 | Thomas Wildförster      | –   | 0:2      | 27   | 5     | 5,40  | –     | 17  |
| Cadre 71/2              | Stephan Horvath         | –   | 2:0      | 200  | 3     | 66,66 | 66,66 | 136 |
| Cadre 71/2              | Wolfgang Zankner        | –   | 0:2      | 147  | 3     | 49,00 | –     | 73  |
| Dreiband                | Christoph Pilss         | –   | 0:2(2:3) | 53   | 52    | 1,019 | –     | 7   |
| Dreiband                | Dieter Müller           | –   | 2:0(3:2) | 63   | 53    | 1,188 | 1,188 | 6   |

| Disziplin             | Name                  | MP  | PP       | Pkt. | Aufn. | GD    | BED   | HS  |
| --------------------- | --------------------- | --- | -------- | ---- | ----- | ----- | ----- | --- |
| (260,63) vs. (138,37) | (260,63) vs. (138,37) | 2:0 | 6:0      |      |       |       |       |     |
| Einband               | Ludo Dielis           | –   | 2:0      | 100  | 8     | 12,50 | 12,50 | 4   |
| Einband               | Dick Jaspers          | –   | 0:2      | 23   | 8     | 2,87  | –     | 16  |
| Cadre 71/2            | Frédéric Caudron      | –   | 2:0      | 200  | 3     | 66,66 | 66,66 | 146 |
| Cadre 71/2            | Piet Adrichem         | –   | 0:2      | 29   | 3     | 9,66  | –     | 26  |
| Dreiband              | Paul Stroobants       | –   | 2:0(3:2) | 50   | 33    | 1,515 | 1,515 | 5   |
| Dreiband              | Rini van Bracht       | –   | 0:2(2:3) | 53   | 32    | 1,656 | –     | 8   |

## Abschlusstabelle
| Platz | Land          | Spiele | G-U-V | MP  | PP    | VMGD   | BVMGD  |
| ----- | ------------- | ------ | ----- | --- | ----- | ------ | ------ |
| 1     | Belgien       | 4      | 4-0-0 | 8:0 | 20:4  | 147,27 | 260,63 |
| 2     | Niederlande   | 4      | 3-0-1 | 6:2 | 14:10 | 99,48  | 104,99 |
| 3     | Österreich    | 4      | 3-0-1 | 6:2 | 14:10 | 106,03 | –      |
| 4     | Deutschland A | 4      | 2-0-2 | 4:4 | 14:10 | 116,15 | 125,83 |
| 5     | Deutschland B | 2      | 1-0-1 | 2:2 | 8:4   | 122,08 | 160,98 |
| 6     | Frankreich    | 2      | 1-0-1 | 2:2 | 6:6   | 81,06  | –      |
| 7     | Argentinien   | 2      | 1-0-1 | 2:2 | 6:6   | 43,21  | –      |
| 8     | Schweiz       | 2      | 1-0-1 | 2:2 | 4:8   | 33,68  | –      |
| 9     | Japan         | 2      | 0-0-2 | 0:4 | 4:8   | 51,54  | –      |
| 10    | Griechenland  | 2      | 0-0-2 | 0:4 | 4:8   | 38,15  | –      |
| 11    | Dänemark      | 2      | 0-0-2 | 0:4 | 2:10  | 55,85  | –      |
| 12    | Ägypten       | 2      | 0-0-2 | 0:4 | 0:12  | 25,79  | –      |

## Einzel-Ranglisten
| Platz | Name               | MP  | Pkte. | Aufn. | GD   | BED   | HS |
| ----- | ------------------ | --- | ----- | ----- | ---- | ----- | -- |
| 1     | Franz Stenzel      | 6:2 | 387   | 47    | 8,23 | 20,00 | 51 |
| 2     | Ludo Dielis        | 6:2 | 335   | 46    | 7,28 | 12,50 | 49 |
| 3     | Dick Jaspers       | 6:2 | 323   | 50    | 6,46 | 8,33  | 33 |
| 4     | Sakis Tsokandas    | 4:0 | 200   | 40    | 5,00 | 10,00 | 40 |
| 5     | Jorge Montero      | 4:0 | 200   | 49    | 3,38 | 4,34  | 18 |
| 6     | Thomas Wildförster | 2:6 | 259   | 40    | 6,47 | 8,33  | 57 |
| 7     | Fabian Blondeel    | 2:2 | 149   | 30    | 4,96 | 5,55  | 33 |
| 8     | Egidio Vierat      | 2:2 | 183   | 37    | 4,94 | 5,00  | 28 |
| 9     | Mohsen Fouda       | 0:4 | 150   | 35    | 4,28 | –     | 24 |
| 10    | Karsten Lieberkind | 0:4 | 141   | 34    | 4,14 | –     | 25 |
| 11    | Armin Grimm        | 0:4 | 148   | 42    | 3,52 | –     | 17 |
| 12    | Osamu Sano         | 0:4 | 114   | 48    | 2,37 | –     | 22 |

| Platz | Name              | MP  | Pkte. | Aufn. | GD    | BED   | HS  |
| ----- | ----------------- | --- | ----- | ----- | ----- | ----- | --- |
| 1     | Frédéric Caudron  | 8:0 | 800   | 14    | 57,14 | 66,66 | 154 |
| 2     | Wolfgang Zenkner  | 6:2 | 747   | 16    | 46,68 | 66,66 | 120 |
| 3     | Stephan Horvath   | 6:2 | 736   | 20    | 36,50 | 66,66 | 136 |
| 4     | Piet Adrichem     | 4:4 | 527   | 23    | 22,91 | 25,00 | 98  |
| 5     | Brahim Djoubri    | 2:2 | 224   | 7     | 32,00 | 50,00 | 74  |
| 6     | Volker Baten      | 2:2 | 368   | 21    | 17,52 | 15,38 | 74  |
| 7     | Tadashi Machida   | 2:2 | 351   | 30    | 11,70 | 9,52  | 47  |
| 8     | Sotoris Psiskonis | 2:2 | 279   | 31    | 9,00  | 8,00  | 74  |
| 9     | Dan Nielsen       | 0:4 | 115   | 9     | 12,77 | –     | 40  |
| 10    | Osvaldo Berardi   | 0:4 | 251   | 26    | 9,65  | –     | 47  |
| 11    | Zein Abdou        | 0:4 | 198   | 21    | 9,42  | –     | 38  |
| 12    | Nick Tremoulis    | 0:4 | 166   | 28    | 5,92  | –     | 29  |

| Platz | Name             | MP  | SP   | Pkte. | Aufn. | GD    | BED   | HS |
| ----- | ---------------- | --- | ---- | ----- | ----- | ----- | ----- | -- |
| 1     | Dieter Müller    | 6:2 | 10:6 | 183   | 175   | 1,045 | 1,188 | 7  |
| 2     | Paul Stroobants  | 6:2 | 8:6  | 161   | 141   | 1,141 | 1,515 | 7  |
| 3     | Hans-Jürgen Kühl | 4:0 | 4:0  | 60    | 46    | 1,304 | 1,666 | 4  |
| 4     | Rini van Bracht  | 4:4 | 7:7  | 167   | 152   | 1,098 | 1,153 | 8  |
| 5     | Joshi Kai        | 2:2 | 3:2  | 62    | 63    | 0,984 | 1,250 | 4  |
| 6     | Robert Weingart  | 2:2 | 2:2  | 50    | 54    | 0,925 | 1,071 | 6  |
| 7     | Christoph Pilss  | 2:6 | 5:8  | 139   | 151   | 0,920 | 1,111 | 7  |
| 8     | Peter Thögersen  | 2:2 | 3:2  | 56    | 61    | 0,918 | 1,034 | 6  |
| 9     | José Arguello    | 2:2 | 2:3  | 57    | 65    | 0,876 | 1,051 | 6  |
| 10    | Jan Niederlander | 2:2 | 2:3  | 61    | 79    | 0,772 | 0,703 | 4  |
| 11    | George Sakkas    | 0:4 | 2:4  | 62    | 82    | 0,756 | –     | 7  |
| 12    | Mohamed Diab     | 0:4 | 0:4  | 14    | 42    | 0,333 | –     | 3  |